# 302 v. Chr.
Portal Geschichte | Portal Biografien | Aktuelle Ereignisse | Jahreskalender | Tagesartikel

◄ |
5. Jahrhundert v. Chr. |
4. Jahrhundert v. Chr. |
3. Jahrhundert v. Chr. |
►

◄ | 320er v. Chr. | 310er v. Chr. | 300er v. Chr. | 290er v. Chr. |
280er v. Chr. |
►

◄◄ | ◄ | 305 v. Chr. | 304 v. Chr. | 303 v. Chr. | 302 v. Chr. |
301 v. Chr. |
300 v. Chr. |
299 v. Chr. |
► |
►►

## Ereignisse

### Politik und Weltgeschehen

#### Westliches Mittelmeer
- Kleonymos aus Sparta unterstützt dessen Tochterkolonie Tarent gegen die Nachbarstämme.
- Kleonymos führt einen Feldzug gegen die Veneter nahe der Pomündung, die ihn bei Padua zurückschlagen.
- Bündnis zwischen den Römern und den Vestinern an der Adriaküste

#### Östliches Mittelmeer und Naher Osten
- Demetrios I. Poliorketes erneuert den Korinthischen Bund, dessen Führung er selbst übernimmt.
- Gegen Demetrios und seinen Vater Antigonos I. Monophthalmos bildet sich erneut eine Diadochen-Koalition, zu der Kassander, Lysimachos und Seleukos I. gehören, Ptolemaios I. hält sich vorerst aus dem Konflikt heraus. Beginn des Vierten Diadochenkrieges.
- Lysimachos fällt in Kleinasien ein und erobert u. a. Sigeon, Synnada, Ephesos und Kolophon.
- Demetrios, der in Thessalien eingefallen war, um gegen Kassander zu kämpfen, wird angesichts der Bedrohung durch Lysimachos von seinem Vater Antigonos I. nach Kleinasien zurückbeordert.
- Neoptolemos vertreibt den 17-jährigen König Pyrrhos I. von Epirus aus seinem Land; dieser schließt sich in der Folge Demetrios I. Poliorketes an.
- Mithridates Ktistes, Sohn des von Antigonos I. hingerichteten Mithridates von Kios am Marmarameer, flieht mit seinen Anhängern vor Antigonos in die Olgassys-Berge Paphlagoniens. Hier errichtet er das Reich Pontos.

### Kultur/Religion
- Seleukos I. schickt den Gesandten Megasthenes an den Hof des indischen Herrschers Chandragupta nach Pataliputra; er kehrt mit wertvollen Berichten über die indische Kultur zurück.
- Bau des Salus-Tempels auf dem Quirinal-Hügel in Rom

## Gestorben
- Glaukias, illyrischer König
- Mithridates II., König von Kios (* um 386 v. Chr.)